# Southern Strikers FC
El Southern Strikers FC, conocido también como Port Moresby Strikers, es un equipo de fútbol de Papúa Nueva Guinea que juega en la Liga Nacional de Fútbol de Papúa Nueva Guinea, la primera división nacional.

## Historia
Fue fundado en el año 2017 en la capital Port Moresby, teniendo su debut oficial en la primera división en 2018 donde finalizó en quinto lugar entre siete equipos. Al año siguiente terminó en último lugar de su conferencia entre ocho equipos y con ello no regresaron al torneo.
En 2023 volvería a participar en la primera división donde terminó segundo lugar y con ello clasificaron a la Liga de Campeones de la OFC 2024, su primer torneo internacional, donde fueron eliminados en la ronda nacional por el Hekari United.

## Participación en competiciones de la OFC
| Temporada | Torneo                      | Ronda    | Club          | Casa | Visita | Global |
| --------- | --------------------------- | -------- | ------------- | ---- | ------ | ------ |
| 2024      | Liga de Campeones de la OFC | Nacional | Hekari United | 0-2  | 0-3    | 0-5    |